# Tour de Slovénie 2019
Le Tour de Slovénie 2019 est la 26e édition de cette course cycliste sur route masculine. Il a lieu du 19 au 23 juin 2019 en Slovénie. Il figure au calendrier de l'UCI Europe Tour 2019 en catégorie 2.1. et comprend cinq étapes. 

## Présentation

### Équipes
| WorldTeams (5)- Bahrain-Merida - Bora-hansgrohe - Mitchelton-Scott - Dimension Data - UAE Team Emirates Équipes continentales professionnelles (8)- Androni Giocattoli-Sidermec - Bardiani CSF - Delko-Marseille Provence - Gazprom-RusVelo - Israel Cycling Academy - Neri Sottoli-Selle Italia-KTM - Nippo Vini Fantini Faizanè - Team Novo Nordisk Équipes continentales (5)- AC Sparta Praha - Adria Mobil - Ljubljana Gusto Santic - Meridiana Kamen - Felbermayr Simplon Wels Équipe nationale- Slovénie |
| |

## Étapes
| Étape     | Date    | Villes étapes               | type                        | Distance (km) | Vainqueur d'étape | Leader du classement général |
| --------- | ------- | --------------------------- | --------------------------- | ------------- | ----------------- | ---------------------------- |
| 1re étape | 19 juin | Ljubljana – Rogaska Slatina | contre-la-montre individuel | 171           | Pascal Ackermann  | Pascal Ackermann             |
| 2e étape  | 20 juin | Maribor – Celje             | étape vallonnée             | 146,3         | Luka Mezgec       | Luka Mezgec                  |
| 3e étape  | 21 juin | Žalec – Idrija              | étape de moyenne montagne   | 169,8         | Diego Ulissi      | Diego Ulissi                 |
| 4e étape  | 22 juin | Nova Gorica – Ajdovščina    | étape vallonnée             | 153,9         | Giovanni Visconti | Diego Ulissi                 |
| 5e étape  | 23 juin | Trebnje – Novo Mesto        | étape de plaine             | 167,5         | Giacomo Nizzolo   | Diego Ulissi                 |

## Déroulement de la course

### 1reétape
| \| Classement de l'étape \| Classement de l'étape \| Classement de l'étape \| Classement de l'étape \| Classement de l'étape \| \| Coureur \| Coureur \| Pays \| Équipe \| Temps \| \| --------------------- \| --------------------- \| --------------------- \| ----------------------------- \| --------------------- \| \| 1er \| Pascal Ackermann \| Allemagne \| Bora-Hansgrohe \| 4 h 04 min 58 s \| \| 2e \| Giacomo Nizzolo \| Italie \| Dimension Data \| + 0 s \| \| 3e \| Simone Consonni \| Italie \| UAE Team Emirates \| + 0 s \| \| 4e \| Luka Mezgec \| Slovénie \| Mitchelton-Scott \| + 0 s \| \| 5e \| Andrea Vendrame \| Italie \| Androni Giocattoli-Sidermec \| + 0 s \| \| 6e \| Rui Oliveira \| Portugal \| UAE Team Emirates \| + 0 s \| \| 7e \| Grega Bole \| Slovénie \| Bahrain-Merida \| + 0 s \| \| 8e \| Jérémy Leveau \| France \| Delko Marseille Provence \| + 0 s \| \| 9e \| Kristian Sbaragli \| Italie \| Israel Cycling Academy \| + 0 s \| \| 10e \| Umberto Marengo \| Italie \| Neri Sottoli-Selle Italia-KTM \| + 0 s \| |                   |           |                               |                 |
| |                   |           |                               |                 |
| Source : ProCyclingStats |                   |           |                               |                 |
| Classement de l'étape |                   |           |                               |                 |
| Coureur | Coureur           | Pays      | Équipe                        | Temps           |
| 1er | Pascal Ackermann  | Allemagne | Bora-Hansgrohe                | 4 h 04 min 58 s |
| 2e | Giacomo Nizzolo   | Italie    | Dimension Data                | + 0 s           |
| 3e | Simone Consonni   | Italie    | UAE Team Emirates             | + 0 s           |
| 4e | Luka Mezgec       | Slovénie  | Mitchelton-Scott              | + 0 s           |
| 5e | Andrea Vendrame   | Italie    | Androni Giocattoli-Sidermec   | + 0 s           |
| 6e | Rui Oliveira      | Portugal  | UAE Team Emirates             | + 0 s           |
| 7e | Grega Bole        | Slovénie  | Bahrain-Merida                | + 0 s           |
| 8e | Jérémy Leveau     | France    | Delko Marseille Provence      | + 0 s           |
| 9e | Kristian Sbaragli | Italie    | Israel Cycling Academy        | + 0 s           |
| 10e | Umberto Marengo   | Italie    | Neri Sottoli-Selle Italia-KTM | + 0 s           |

| \| Classement général \| Classement général \| Classement général \| Classement général \| Classement général \| \| Coureur \| Coureur \| Pays \| Équipe \| Temps \| \| ------------------ \| ------------------ \| ------------------ \| --------------------------- \| ------------------ \| \| 1er \| Pascal Ackermann \| Allemagne \| Bora-Hansgrohe \| 4 h 04 min 48 s \| \| 2e \| Giacomo Nizzolo \| Italie \| Dimension Data \| + 4 s \| \| 3e \| Simone Consonni \| Italie \| UAE Team Emirates \| + 6 s \| \| 4e \| Diego Ulissi \| Italie \| UAE Team Emirates \| + 7 s \| \| 5e \| Aljaž Jarc \| Slovénie \| Adria Mobil \| + 7 s \| \| 6e \| Matteo Busato \| Italie \| Androni Giocattoli-Sidermec \| + 8 s \| \| 7e \| Matthias Krizek \| Autriche \| Felbermayr Simplon Wels \| + 9 s \| \| 8e \| Luka Mezgec \| Slovénie \| Mitchelton-Scott \| + 10 s \| \| 9e \| Andrea Vendrame \| Italie \| Androni Giocattoli-Sidermec \| + 10 s \| \| 10e \| Rui Oliveira \| Portugal \| UAE Team Emirates \| + 10 s \| |                  |           |                             |                 |
| |                  |           |                             |                 |
| Source : ProCyclingStats |                  |           |                             |                 |
| Classement général |                  |           |                             |                 |
| Coureur | Coureur          | Pays      | Équipe                      | Temps           |
| 1er | Pascal Ackermann | Allemagne | Bora-Hansgrohe              | 4 h 04 min 48 s |
| 2e | Giacomo Nizzolo  | Italie    | Dimension Data              | + 4 s           |
| 3e | Simone Consonni  | Italie    | UAE Team Emirates           | + 6 s           |
| 4e | Diego Ulissi     | Italie    | UAE Team Emirates           | + 7 s           |
| 5e | Aljaž Jarc       | Slovénie  | Adria Mobil                 | + 7 s           |
| 6e | Matteo Busato    | Italie    | Androni Giocattoli-Sidermec | + 8 s           |
| 7e | Matthias Krizek  | Autriche  | Felbermayr Simplon Wels     | + 9 s           |
| 8e | Luka Mezgec      | Slovénie  | Mitchelton-Scott            | + 10 s          |
| 9e | Andrea Vendrame  | Italie    | Androni Giocattoli-Sidermec | + 10 s          |
| 10e | Rui Oliveira     | Portugal  | UAE Team Emirates           | + 10 s          |

### 2eétape
| \| Classement de l'étape \| Classement de l'étape \| Classement de l'étape \| Classement de l'étape \| Classement de l'étape \| \| Coureur \| Coureur \| Pays \| Équipe \| Temps \| \| --------------------- \| --------------------- \| --------------------- \| ----------------------------- \| --------------------- \| \| 1er \| Luka Mezgec \| Slovénie \| Mitchelton-Scott \| 3 h 35 min 55 s \| \| 2e \| Grega Bole \| Slovénie \| Bahrain-Merida \| + 0 s \| \| 3e \| Andrea Vendrame \| Italie \| Androni Giocattoli-Sidermec \| + 0 s \| \| 4e \| Giovanni Visconti \| Italie \| Neri Sottoli-Selle Italia-KTM \| + 0 s \| \| 5e \| Diego Ulissi \| Italie \| UAE Team Emirates \| + 0 s \| \| 6e \| Aleksandr Vlasov \| Russie \| Gazprom-RusVelo \| + 0 s \| \| 7e \| Ben Hermans \| Belgique \| Israel Cycling Academy \| + 0 s \| \| 8e \| Ivan Rovny \| Russie \| Gazprom-RusVelo \| + 0 s \| \| 9e \| Tadej Pogačar \| Slovénie \| UAE Team Emirates \| + 0 s \| \| 10e \| Jay McCarthy \| Australie \| Bora-Hansgrohe \| + 0 s \| |                   |           |                               |                 |
| |                   |           |                               |                 |
| Source : ProCyclingStats |                   |           |                               |                 |
| Classement de l'étape |                   |           |                               |                 |
| Coureur | Coureur           | Pays      | Équipe                        | Temps           |
| 1er | Luka Mezgec       | Slovénie  | Mitchelton-Scott              | 3 h 35 min 55 s |
| 2e | Grega Bole        | Slovénie  | Bahrain-Merida                | + 0 s           |
| 3e | Andrea Vendrame   | Italie    | Androni Giocattoli-Sidermec   | + 0 s           |
| 4e | Giovanni Visconti | Italie    | Neri Sottoli-Selle Italia-KTM | + 0 s           |
| 5e | Diego Ulissi      | Italie    | UAE Team Emirates             | + 0 s           |
| 6e | Aleksandr Vlasov  | Russie    | Gazprom-RusVelo               | + 0 s           |
| 7e | Ben Hermans       | Belgique  | Israel Cycling Academy        | + 0 s           |
| 8e | Ivan Rovny        | Russie    | Gazprom-RusVelo               | + 0 s           |
| 9e | Tadej Pogačar     | Slovénie  | UAE Team Emirates             | + 0 s           |
| 10e | Jay McCarthy      | Australie | Bora-Hansgrohe                | + 0 s           |

| \| Classement général \| Classement général \| Classement général \| Classement général \| Classement général \| \| Coureur \| Coureur \| Pays \| Équipe \| Temps \| \| ------------------ \| ------------------ \| ------------------ \| --------------------------- \| ------------------ \| \| 1er \| Luka Mezgec \| Slovénie \| Mitchelton-Scott \| 7 h 40 min 43 s \| \| 2e \| Grega Bole \| Slovénie \| Bahrain-Merida \| + 4 s \| \| 3e \| Andrea Vendrame \| Italie \| Androni Giocattoli-Sidermec \| + 6 s \| \| 4e \| Diego Ulissi \| Italie \| UAE Team Emirates \| + 7 s \| \| 5e \| Ben Hermans \| Belgique \| Israel Cycling Academy \| + 10 s \| \| 6e \| Aleksandr Vlasov \| Russie \| Gazprom-RusVelo \| + 10 s \| \| 7e \| Ivan Rovny \| Russie \| Gazprom-RusVelo \| + 10 s \| \| 8e \| Tadej Pogačar \| Slovénie \| UAE Team Emirates \| + 10 s \| \| 9e \| Iuri Filosi \| Italie \| Delko Marseille Provence \| + 10 s \| \| 10e \| Jan Polanc \| Slovénie \| UAE Team Emirates \| + 10 s \| |                  |          |                             |                 |
| |                  |          |                             |                 |
| Source : ProCyclingStats |                  |          |                             |                 |
| Classement général |                  |          |                             |                 |
| Coureur | Coureur          | Pays     | Équipe                      | Temps           |
| 1er | Luka Mezgec      | Slovénie | Mitchelton-Scott            | 7 h 40 min 43 s |
| 2e | Grega Bole       | Slovénie | Bahrain-Merida              | + 4 s           |
| 3e | Andrea Vendrame  | Italie   | Androni Giocattoli-Sidermec | + 6 s           |
| 4e | Diego Ulissi     | Italie   | UAE Team Emirates           | + 7 s           |
| 5e | Ben Hermans      | Belgique | Israel Cycling Academy      | + 10 s          |
| 6e | Aleksandr Vlasov | Russie   | Gazprom-RusVelo             | + 10 s          |
| 7e | Ivan Rovny       | Russie   | Gazprom-RusVelo             | + 10 s          |
| 8e | Tadej Pogačar    | Slovénie | UAE Team Emirates           | + 10 s          |
| 9e | Iuri Filosi      | Italie   | Delko Marseille Provence    | + 10 s          |
| 10e | Jan Polanc       | Slovénie | UAE Team Emirates           | + 10 s          |

### 3eétape
| \| Classement de l'étape \| Classement de l'étape \| Classement de l'étape \| Classement de l'étape \| Classement de l'étape \| \| Coureur \| Coureur \| Pays \| Équipe \| Temps \| \| --------------------- \| --------------------- \| --------------------- \| ----------------------------- \| --------------------- \| \| 1er \| Diego Ulissi \| Italie \| UAE Team Emirates \| 3 h 58 min 01 s \| \| 2e \| Aleksandr Vlasov \| Russie \| Gazprom-RusVelo \| + 12 s \| \| 3e \| Giovanni Visconti \| Italie \| Neri Sottoli-Selle Italia-KTM \| + 17 s \| \| 4e \| Tadej Pogačar \| Slovénie \| UAE Team Emirates \| + 17 s \| \| 5e \| Andrea Vendrame \| Italie \| Androni Giocattoli-Sidermec \| + 17 s \| \| 6e \| Jan Polanc \| Slovénie \| UAE Team Emirates \| + 17 s \| \| 7e \| Esteban Chaves \| Colombie \| Mitchelton-Scott \| + 17 s \| \| 8e \| Ben Hermans \| Belgique \| Israel Cycling Academy \| + 17 s \| \| 9e \| Fausto Masnada \| Italie \| Androni Giocattoli-Sidermec \| + 19 s \| \| 10e \| Luka Mezgec \| Slovénie \| Mitchelton-Scott \| + 2 min 08 s \| |                   |          |                               |                 |
| |                   |          |                               |                 |
| Source : ProCyclingStats |                   |          |                               |                 |
| Classement de l'étape |                   |          |                               |                 |
| Coureur | Coureur           | Pays     | Équipe                        | Temps           |
| 1er | Diego Ulissi      | Italie   | UAE Team Emirates             | 3 h 58 min 01 s |
| 2e | Aleksandr Vlasov  | Russie   | Gazprom-RusVelo               | + 12 s          |
| 3e | Giovanni Visconti | Italie   | Neri Sottoli-Selle Italia-KTM | + 17 s          |
| 4e | Tadej Pogačar     | Slovénie | UAE Team Emirates             | + 17 s          |
| 5e | Andrea Vendrame   | Italie   | Androni Giocattoli-Sidermec   | + 17 s          |
| 6e | Jan Polanc        | Slovénie | UAE Team Emirates             | + 17 s          |
| 7e | Esteban Chaves    | Colombie | Mitchelton-Scott              | + 17 s          |
| 8e | Ben Hermans       | Belgique | Israel Cycling Academy        | + 17 s          |
| 9e | Fausto Masnada    | Italie   | Androni Giocattoli-Sidermec   | + 19 s          |
| 10e | Luka Mezgec       | Slovénie | Mitchelton-Scott              | + 2 min 08 s    |

| \| Classement général \| Classement général \| Classement général \| Classement général \| Classement général \| \| Coureur \| Coureur \| Pays \| Équipe \| Temps \| \| ------------------ \| ------------------ \| ------------------ \| ----------------------------- \| ------------------ \| \| 1er \| Diego Ulissi \| Italie \| UAE Team Emirates \| 11 h 38 min 41 s \| \| 2e \| Aleksandr Vlasov \| Russie \| Gazprom-RusVelo \| + 19 s \| \| 3e \| Andrea Vendrame \| Italie \| Androni Giocattoli-Sidermec \| + 26 s \| \| 4e \| Giovanni Visconti \| Italie \| Neri Sottoli-Selle Italia-KTM \| + 26 s \| \| 5e \| Ben Hermans \| Belgique \| Israel Cycling Academy \| + 30 s \| \| 6e \| Tadej Pogačar \| Slovénie \| UAE Team Emirates \| + 30 s \| \| 7e \| Jan Polanc \| Slovénie \| UAE Team Emirates \| + 30 s \| \| 8e \| Esteban Chaves \| Colombie \| Mitchelton-Scott \| + 30 s \| \| 9e \| Fausto Masnada \| Italie \| Androni Giocattoli-Sidermec \| + 36 s \| \| 10e \| Luka Mezgec \| Slovénie \| Mitchelton-Scott \| + 2 min 11 s \| |                   |          |                               |                  |
| |                   |          |                               |                  |
| Source : ProCyclingStats |                   |          |                               |                  |
| Classement général |                   |          |                               |                  |
| Coureur | Coureur           | Pays     | Équipe                        | Temps            |
| 1er | Diego Ulissi      | Italie   | UAE Team Emirates             | 11 h 38 min 41 s |
| 2e | Aleksandr Vlasov  | Russie   | Gazprom-RusVelo               | + 19 s           |
| 3e | Andrea Vendrame   | Italie   | Androni Giocattoli-Sidermec   | + 26 s           |
| 4e | Giovanni Visconti | Italie   | Neri Sottoli-Selle Italia-KTM | + 26 s           |
| 5e | Ben Hermans       | Belgique | Israel Cycling Academy        | + 30 s           |
| 6e | Tadej Pogačar     | Slovénie | UAE Team Emirates             | + 30 s           |
| 7e | Jan Polanc        | Slovénie | UAE Team Emirates             | + 30 s           |
| 8e | Esteban Chaves    | Colombie | Mitchelton-Scott              | + 30 s           |
| 9e | Fausto Masnada    | Italie   | Androni Giocattoli-Sidermec   | + 36 s           |
| 10e | Luka Mezgec       | Slovénie | Mitchelton-Scott              | + 2 min 11 s     |

### 4eétape
| \| Classement de l'étape \| Classement de l'étape \| Classement de l'étape \| Classement de l'étape \| Classement de l'étape \| \| Coureur \| Coureur \| Pays \| Équipe \| Temps \| \| --------------------- \| --------------------- \| --------------------- \| ----------------------------- \| --------------------- \| \| 1er \| Giovanni Visconti \| Italie \| Neri Sottoli-Selle Italia-KTM \| 4 h 00 min 53 s \| \| 2e \| Diego Ulissi \| Italie \| UAE Team Emirates \| + 0 s \| \| 3e \| Tadej Pogačar \| Slovénie \| UAE Team Emirates \| + 0 s \| \| 4e \| Aleksandr Vlasov \| Russie \| Gazprom-RusVelo \| + 0 s \| \| 5e \| Andrea Vendrame \| Italie \| Androni Giocattoli-Sidermec \| + 32 s \| \| 6e \| Esteban Chaves \| Colombie \| Mitchelton-Scott \| + 32 s \| \| 7e \| Fausto Masnada \| Italie \| Androni Giocattoli-Sidermec \| + 32 s \| \| 8e \| Ben Hermans \| Belgique \| Israel Cycling Academy \| + 1 min 38 s \| \| 9e \| Cameron Meyer \| Australie \| Mitchelton-Scott \| + 2 min 22 s \| \| 10e \| Lorenzo Rota \| Italie \| Bardiani CSF \| + 2 min 22 s \| |                   |           |                               |                 |
| |                   |           |                               |                 |
| Source : ProCyclingStats |                   |           |                               |                 |
| Classement de l'étape |                   |           |                               |                 |
| Coureur | Coureur           | Pays      | Équipe                        | Temps           |
| 1er | Giovanni Visconti | Italie    | Neri Sottoli-Selle Italia-KTM | 4 h 00 min 53 s |
| 2e | Diego Ulissi      | Italie    | UAE Team Emirates             | + 0 s           |
| 3e | Tadej Pogačar     | Slovénie  | UAE Team Emirates             | + 0 s           |
| 4e | Aleksandr Vlasov  | Russie    | Gazprom-RusVelo               | + 0 s           |
| 5e | Andrea Vendrame   | Italie    | Androni Giocattoli-Sidermec   | + 32 s          |
| 6e | Esteban Chaves    | Colombie  | Mitchelton-Scott              | + 32 s          |
| 7e | Fausto Masnada    | Italie    | Androni Giocattoli-Sidermec   | + 32 s          |
| 8e | Ben Hermans       | Belgique  | Israel Cycling Academy        | + 1 min 38 s    |
| 9e | Cameron Meyer     | Australie | Mitchelton-Scott              | + 2 min 22 s    |
| 10e | Lorenzo Rota      | Italie    | Bardiani CSF                  | + 2 min 22 s    |

| \| Classement général \| Classement général \| Classement général \| Classement général \| Classement général \| \| Coureur \| Coureur \| Pays \| Équipe \| Temps \| \| ------------------ \| ------------------ \| ------------------ \| ----------------------------- \| ------------------ \| \| 1er \| Diego Ulissi \| Italie \| UAE Team Emirates \| 15 h 39 min 28 s \| \| 2e \| Giovanni Visconti \| Italie \| Neri Sottoli-Selle Italia-KTM \| + 22 s \| \| 3e \| Aleksandr Vlasov \| Russie \| Gazprom-RusVelo \| + 25 s \| \| 4e \| Tadej Pogačar \| Slovénie \| UAE Team Emirates \| + 30 s \| \| 5e \| Andrea Vendrame \| Italie \| Androni Giocattoli-Sidermec \| + 1 min 04 s \| \| 6e \| Esteban Chaves \| Colombie \| Mitchelton-Scott \| + 1 min 08 s \| \| 7e \| Fausto Masnada \| Italie \| Androni Giocattoli-Sidermec \| + 1 min 14 s \| \| 8e \| Ben Hermans \| Belgique \| Israel Cycling Academy \| + 2 min 14 s \| \| 9e \| Jan Polanc \| Slovénie \| UAE Team Emirates \| + 2 min 58 s \| \| 10e \| Radoslav Rogina \| Croatie \| Adria Mobil \| + 4 min 49 s \| |                   |          |                               |                  |
| |                   |          |                               |                  |
| Source : ProCyclingStats |                   |          |                               |                  |
| Classement général |                   |          |                               |                  |
| Coureur | Coureur           | Pays     | Équipe                        | Temps            |
| 1er | Diego Ulissi      | Italie   | UAE Team Emirates             | 15 h 39 min 28 s |
| 2e | Giovanni Visconti | Italie   | Neri Sottoli-Selle Italia-KTM | + 22 s           |
| 3e | Aleksandr Vlasov  | Russie   | Gazprom-RusVelo               | + 25 s           |
| 4e | Tadej Pogačar     | Slovénie | UAE Team Emirates             | + 30 s           |
| 5e | Andrea Vendrame   | Italie   | Androni Giocattoli-Sidermec   | + 1 min 04 s     |
| 6e | Esteban Chaves    | Colombie | Mitchelton-Scott              | + 1 min 08 s     |
| 7e | Fausto Masnada    | Italie   | Androni Giocattoli-Sidermec   | + 1 min 14 s     |
| 8e | Ben Hermans       | Belgique | Israel Cycling Academy        | + 2 min 14 s     |
| 9e | Jan Polanc        | Slovénie | UAE Team Emirates             | + 2 min 58 s     |
| 10e | Radoslav Rogina   | Croatie  | Adria Mobil                   | + 4 min 49 s     |

### 5eétape
| \| Classement de l'étape \| Classement de l'étape \| Classement de l'étape \| Classement de l'étape \| Classement de l'étape \| \| Coureur \| Coureur \| Pays \| Équipe \| Temps \| \| --------------------- \| --------------------- \| --------------------- \| ----------------------------- \| --------------------- \| \| 1er \| Giacomo Nizzolo \| Italie \| Dimension Data \| 4 h 01 min 55 s \| \| 2e \| Luka Mezgec \| Slovénie \| Mitchelton-Scott \| + 0 s \| \| 3e \| Shane Archbold \| Nouvelle-Zélande \| Bora-Hansgrohe \| + 0 s \| \| 4e \| Andrea Vendrame \| Italie \| Androni Giocattoli-Sidermec \| + 0 s \| \| 5e \| Davide Cimolai \| Italie \| Israel Cycling Academy \| + 0 s \| \| 6e \| Vincenzo Albanese \| Italie \| Bardiani CSF \| + 0 s \| \| 7e \| Umberto Marengo \| Italie \| Neri Sottoli-Selle Italia-KTM \| + 0 s \| \| 8e \| Tadej Pogačar \| Slovénie \| UAE Team Emirates \| + 0 s \| \| 9e \| Simone Velasco \| Italie \| Neri Sottoli-Selle Italia-KTM \| + 0 s \| \| 10e \| Giovanni Visconti \| Italie \| Neri Sottoli-Selle Italia-KTM \| + 0 s \| |                   |                  |                               |                 |
| |                   |                  |                               |                 |
| Source : ProCyclingStats |                   |                  |                               |                 |
| Classement de l'étape |                   |                  |                               |                 |
| Coureur | Coureur           | Pays             | Équipe                        | Temps           |
| 1er | Giacomo Nizzolo   | Italie           | Dimension Data                | 4 h 01 min 55 s |
| 2e | Luka Mezgec       | Slovénie         | Mitchelton-Scott              | + 0 s           |
| 3e | Shane Archbold    | Nouvelle-Zélande | Bora-Hansgrohe                | + 0 s           |
| 4e | Andrea Vendrame   | Italie           | Androni Giocattoli-Sidermec   | + 0 s           |
| 5e | Davide Cimolai    | Italie           | Israel Cycling Academy        | + 0 s           |
| 6e | Vincenzo Albanese | Italie           | Bardiani CSF                  | + 0 s           |
| 7e | Umberto Marengo   | Italie           | Neri Sottoli-Selle Italia-KTM | + 0 s           |
| 8e | Tadej Pogačar     | Slovénie         | UAE Team Emirates             | + 0 s           |
| 9e | Simone Velasco    | Italie           | Neri Sottoli-Selle Italia-KTM | + 0 s           |
| 10e | Giovanni Visconti | Italie           | Neri Sottoli-Selle Italia-KTM | + 0 s           |

## Classements finals

### Classement général
| \| Classement général \| Classement général \| Classement général \| Classement général \| Classement général \| \| Coureur \| Coureur \| Pays \| Équipe \| Temps \| \| ------------------ \| ------------------ \| ------------------ \| ----------------------------- \| ------------------ \| \| 1er \| Diego Ulissi \| Italie \| UAE Team Emirates \| 19 h 41 min 23 s \| \| 2e \| Giovanni Visconti \| Italie \| Neri Sottoli-Selle Italia-KTM \| + 22 s \| \| 3e \| Aleksandr Vlasov \| Russie \| Gazprom-RusVelo \| + 25 s \| \| 4e \| Tadej Pogačar \| Slovénie \| UAE Team Emirates \| + 30 s \| \| 5e \| Andrea Vendrame \| Italie \| Androni Giocattoli-Sidermec \| + 1 min 04 s \| \| 6e \| Esteban Chaves \| Colombie \| Mitchelton-Scott \| + 1 min 08 s \| \| 7e \| Fausto Masnada \| Italie \| Androni Giocattoli-Sidermec \| + 1 min 21 s \| \| 8e \| Ben Hermans \| Belgique \| Israel Cycling Academy \| + 2 min 21 s \| \| 9e \| Jan Polanc \| Slovénie \| UAE Team Emirates \| + 3 min 17 s \| \| 10e \| Lorenzo Rota \| Italie \| Bardiani CSF \| + 4 min 49 s \| |                   |          |                               |                  |
| |                   |          |                               |                  |
| Source : ProCyclingStats |                   |          |                               |                  |
| Classement général |                   |          |                               |                  |
| Coureur | Coureur           | Pays     | Équipe                        | Temps            |
| 1er | Diego Ulissi      | Italie   | UAE Team Emirates             | 19 h 41 min 23 s |
| 2e | Giovanni Visconti | Italie   | Neri Sottoli-Selle Italia-KTM | + 22 s           |
| 3e | Aleksandr Vlasov  | Russie   | Gazprom-RusVelo               | + 25 s           |
| 4e | Tadej Pogačar     | Slovénie | UAE Team Emirates             | + 30 s           |
| 5e | Andrea Vendrame   | Italie   | Androni Giocattoli-Sidermec   | + 1 min 04 s     |
| 6e | Esteban Chaves    | Colombie | Mitchelton-Scott              | + 1 min 08 s     |
| 7e | Fausto Masnada    | Italie   | Androni Giocattoli-Sidermec   | + 1 min 21 s     |
| 8e | Ben Hermans       | Belgique | Israel Cycling Academy        | + 2 min 21 s     |
| 9e | Jan Polanc        | Slovénie | UAE Team Emirates             | + 3 min 17 s     |
| 10e | Lorenzo Rota      | Italie   | Bardiani CSF                  | + 4 min 49 s     |

### Classement de la montagne
| Classement de la montagne | Classement de la montagne | Classement de la montagne | Classement de la montagne     | Classement de la montagne |
| Coureur                   | Coureur                   | Pays                      | Équipe                        | Points                    |
| ------------------------- | ------------------------- | ------------------------- | ----------------------------- | ------------------------- |
| 1er                       | Aleksandr Vlasov          | Russie                    | Gazprom-RusVelo               | 24 pts                    |
| 2e                        | Diego Ulissi              | Italie                    | UAE Team Emirates             | 16 pts                    |
| 3e                        | Juan Pedro López          | Espagne                   | Kometa                        | 14 pts                    |
| 4e                        | Tadej Pogačar             | Slovénie                  | UAE Team Emirates             | 13 pts                    |
| 5e                        | Esteban Chaves            | Colombie                  | Mitchelton-Scott              | 5 pts                     |
| 6e                        | Matteo Montaguti          | Italie                    | Androni Giocattoli-Sidermec   | 5 pts                     |
| 7e                        | Giovanni Visconti         | Italie                    | Neri Sottoli-Selle Italia-KTM | 4 pts                     |
| 8e                        | Lorenzo Fortunato         | Italie                    | Neri Sottoli-Selle Italia-KTM | 4 pts                     |
| 9e                        | Aljaž Jarc                | Slovénie                  | Adria Mobil                   | 3 pts                     |
| 10e                       | Rok Korošec               | Slovénie                  | Ljubljana Gusto Santic        | 3 pts                     |

### Classement par points
| Classement par points | Classement par points | Classement par points | Classement par points         | Classement par points |
| Coureur               | Coureur               | Pays                  | Équipe                        | Points                |
| --------------------- | --------------------- | --------------------- | ----------------------------- | --------------------- |
| 1er                   | Luka Mezgec           | Slovénie              | Mitchelton-Scott              | 80 pts                |
| 2e                    | Andrea Vendrame       | Italie                | Androni Giocattoli-Sidermec   | 68 pts                |
| 3e                    | Diego Ulissi          | Italie                | UAE Team Emirates             | 67 pts                |
| 4e                    | Giovanni Visconti     | Italie                | Neri Sottoli-Selle Italia-KTM | 61 pts                |
| 5e                    | Aleksandr Vlasov      | Russie                | Gazprom-RusVelo               | 47 pts                |
| 6e                    | Tadej Pogačar         | Slovénie              | UAE Team Emirates             | 46 pts                |
| 7e                    | Giacomo Nizzolo       | Italie                | Dimension Data                | 45 pts                |
| 8e                    | Grega Bole            | Slovénie              | Bahrain-Merida                | 34 pts                |
| 9e                    | Ben Hermans           | Belgique              | Israel Cycling Academy        | 26 pts                |
| 10e                   | Esteban Chaves        | Colombie              | Mitchelton-Scott              | 25 pts                |

### Classement du meilleur jeune
| Classement du meilleur jeune | Classement du meilleur jeune | Classement du meilleur jeune | Classement du meilleur jeune | Classement du meilleur jeune |
| Coureur                      | Coureur                      | Pays                         | Équipe                       | Temps                        |
| ---------------------------- | ---------------------------- | ---------------------------- | ---------------------------- | ---------------------------- |
| 1er                          | Tadej Pogačar                | Slovénie                     | UAE Team Emirates            | 19 h 41 min 53 s             |
| 2e                           | Daniel Savini                | Italie                       | Bardiani CSF                 | + 10 min 52 s                |
| 3e                           | Joan Bou                     | Espagne                      | Nippo-Vini Fantini-Faizanè   | + 18 min 28 s                |
| 4e                           | Kristjan Hočevar             | Slovénie                     |                              | + 19 min 01 s                |
| 5e                           | Martin Lavric                | Slovénie                     | Dimension Data for Qhubeka   | + 24 min 42 s                |
| 6e                           | Aljaž Jarc                   | Slovénie                     | Adria Mobil                  | + 42 min 21 s                |
| 7e                           | Aljaž Prah                   | Slovénie                     | Ljubljana Gusto Santic       | + 48 min 38 s                |
| 8e                           | Tilen Finkšt                 | Slovénie                     | Ljubljana Gusto Santic       | + 49 min 16 s                |
| 9e                           | Florian Kierner              | Autriche                     | Felbermayr Simplon Wels      | + 1 h 02 min 03 s            |
| 10e                          | František Honsa              | Tchéquie                     | AC Sparta Praha              | + 1 h 04 min 36 s            |

## Évolution des classements
| Étape | Vainqueur         | Classement général | Classement par points | Classement de la montagne | Classement du meilleur jeune | Classement par équipe |
| ----- | ----------------- | ------------------ | --------------------- | ------------------------- | ---------------------------- | --------------------- |
| 1     | Pascal Ackermann  | Pascal Ackermann   | Pascal Ackermann      | Aljaž Jarc                | Aljaž Jarc                   | UAE Emirates          |
| 2     | Luka Mezgec       | Luka Mezgec        | Luka Mezgec           | Aleksandr Vlasov          | Tadej Pogačar                | UAE Emirates          |
| 3     | Diego Ulissi      | Diego Ulissi       | Luka Mezgec           | Aleksandr Vlasov          | Tadej Pogačar                | UAE Emirates          |
| 4     | Giovanni Visconti | Diego Ulissi       | Diego Ulissi          | Aleksandr Vlasov          | Tadej Pogačar                | UAE Emirates          |
| 5     | Giacomo Nizzolo   | Diego Ulissi       | Luka Mezgec           | Aleksandr Vlasov          | Tadej Pogačar                | UAE Emirates          |
| Final | Final             | Diego Ulissi       | Luka Mezgec           | Aleksandr Vlasov          | Tadej Pogačar                | UAE Emirates          |